# Santa Albertina (kommun)
Santa Albertina är en kommun i Brasilien.   Den ligger i delstaten São Paulo, i den södra delen av landet, 600 km sydväst om huvudstaden Brasília. Antalet invånare är 5 723.
Följande samhällen finns i Santa Albertina:
- Santa Albertina

Omgivningarna runt Santa Albertina är en mosaik av jordbruksmark och naturlig växtlighet. Runt Santa Albertina är det ganska glesbefolkat, med 26 invånare per kvadratkilometer.